# Morro da Polícia

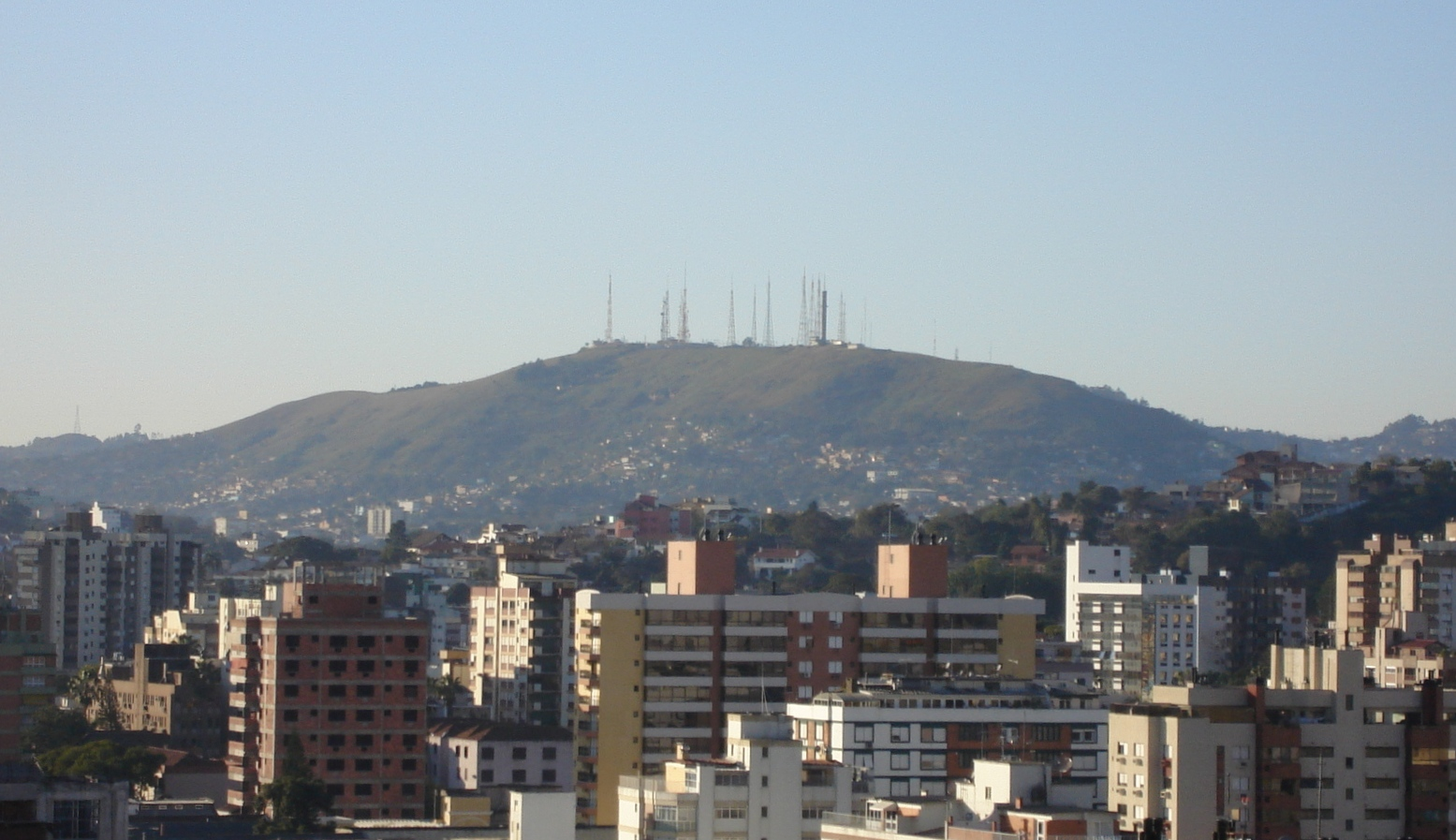
Morro da Polícia, visto do bairro Menino Deus.

O Morro da Polícia ou Morro da Embratel, nomes pelos quais é mais conhecido o Morro da Glória, com 287 metros de altitude, é uma elevação localizada na zona leste da cidade de Porto Alegre, no bairro da Glória.
No topo do morro estão localizadas as antenas das emissoras de televisão e estações de rádio FM do município.
Na década de 1970 existia no local um restaurante e um pequeno parque de diversões, mas atualmente nada mais existe, a não ser o mirante de onde é possível avistar quase toda a zona norte de Porto Alegre, o lago Guaíba, as cidades do outro lado do lago, e ainda uma boa parte da zona sul da cidade.